# Шарпанці

Ша́рпанці — село в Україні, в Шептицькому районі Львівської області. Населення становить 408 осіб.

## Релігія
При місцевій парафії є «Марійська дружина» — релігійна організація.

## Уродженці села
Возняк Степан Михайлович — доктор філософських наук, професор, франкознавець.